# 가이거 계수기

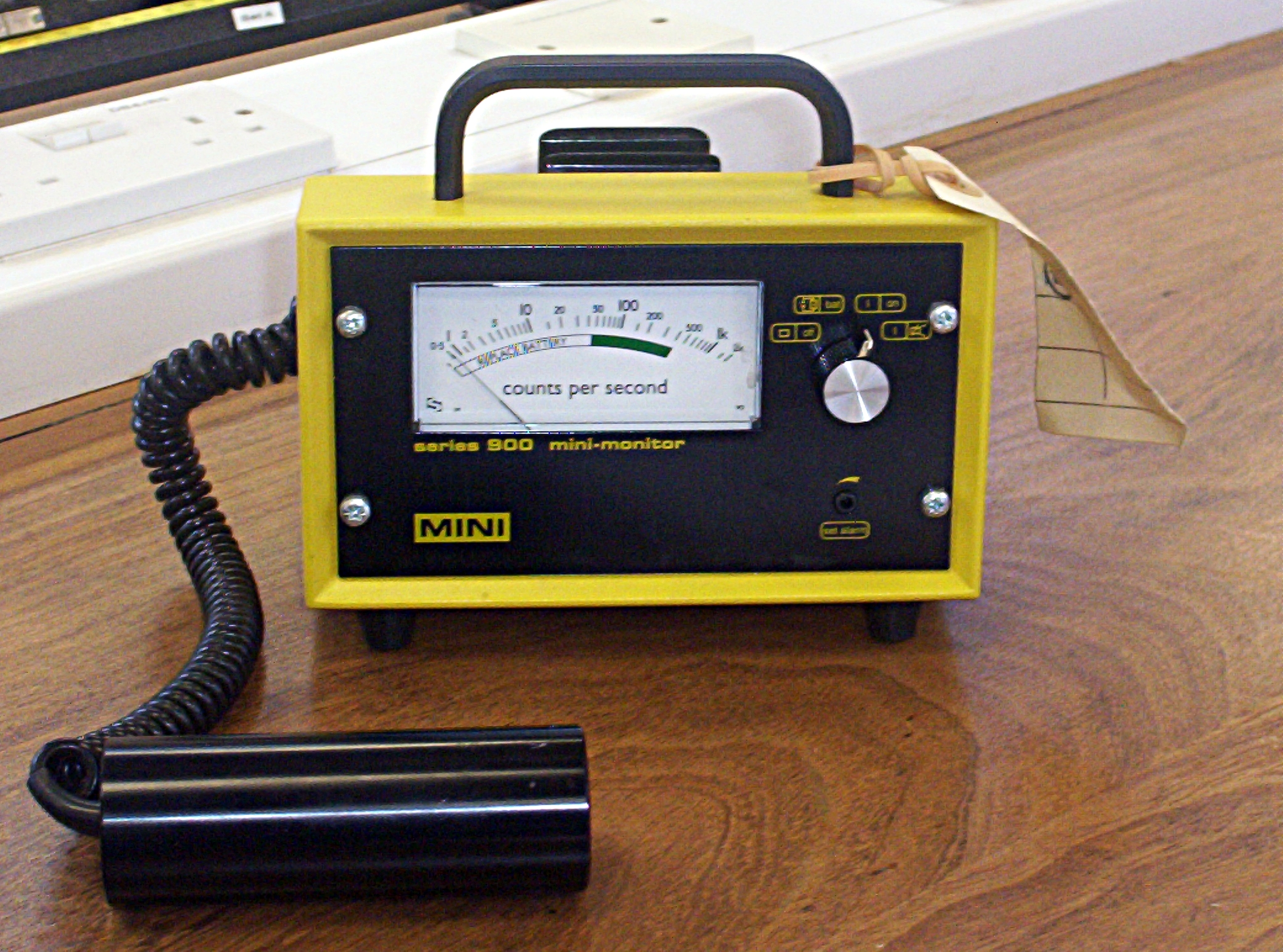
가이거 계수기

가이거 계수기(Geiger 計數器)는 이온화 방사선을 측정하는 장치이다. 가이거-뮐러 계수기라고도 한다.
가이거 계수기는 손으로 들고 다닐 수 있어 널리 사용되는 방사능 측정장비이다. 불활성 기체를 담은 가이거-뮐러 계수관을 이용하여 알파 입자, 베타 입자, 감마선과 같은 방사능에 의해 불활성 기체가 이온화되는 정도를 표시하여 방사능을 측정한다.
가이거 계수기에 적용된 방사능 검출 원리는 1908년 발견되어 한스 가이거에 의해 개발되었다. 1928년 가이거의 제자 발터 뮐러가 현재와 같은 방식으로 개량하였다.

## 측정 원리

가이거 계수기의 작동원리. 창으로 들어온 방사능이 불활성 기체를 이온화하면 전극을 통해 전류가 흐른다.

가이거 계수기는 계수관과 디스플레이 장치로 나뉜다. 계수관은 전극으로 연결된 금속 실린더로 헬륨, 네온, 아르곤과 같은 불활성 기체를 낮은 압력으로 담고 있다. 방사능이 계수관 끝에 있는 창을 통해 들어오면 방사능 에너지에 의해 불활성 기체가 이온화된다. 계수관에는 그림과 같이 전원이 연결되어 있어서 불활성 기체가 이온화되면 전류가 흐른다. 불활성 기체의 이온화에 의한 전류는 극미량이나 타운센드 방전을 이용하여 증폭하여 측정이 용이하게 할 수 있다. 디스플레이 장치는 이 전류를 측정하여 나타낸다.

### 계측
가이거 계수기에는 기본적으로 두 가지 방식의 계측 방법이 있다. 계수 측정 방식과 피폭량 측정 방식이 그것이다. 계수 측정은 비활성 기체가 이온화 되는 비율을 측정하는 단순한 방식이다. 계수 측정의 단위는 초당, 분당 또는 일정 기간의 총량 등으로 구분할 수 있다. 알파 입자나 베타 입자를 검출할 때 흔히 이용된다. 피폭량 측정은 보다 복잡한데, 감마선이나 X-선의 피폭량을 시버트 단위로 표시한다. 그러나, 가이거-뮐러 계수관은 현재의 방사량만을 측정할 수 있을 뿐이기 때문에 피폭량의 표시는 검출된 방사선량을 바탕으로 소프트웨어가 계산한 것을 나타낸 것이다. 이 때문에 피폭량은 계수기가 어떤 방식으로 조율되어 있느냐에 따라 조금씩 다른 값을 나타낼 수 있다.
계측치의 표시 방식으로는 지침이나 소리를 이용하는 아날로그 방식과 액정디스플레이 등에 표시하는 디지털 방식이 있다. 최근의 가이거 계수기는 원격으로 컴퓨터나 네트워크에 연결되어 계측치를 전송할 수 있다.

### 한계
가이거 계수기의 측정 방식에는 두 종류의 주요 계측 한계가 있다. 하나는 가이거-뮐러 계수관은 자기장 안에 투입되는 방사선량만을 측정할 뿐 그 종류를 구분하지는 못한다는 것이다. 다른 하나는 방사능량 측정 범위가 비교적 작아 일정값 이상의 강력한 방사능이 투입되면 더 이상 측정이 되지 않는 데드타임이 발생한다는 것이다. 이는 가이거-뮐러 계수관 안의 비활성 기체가 강한 방사능으로 모두 이온화 될 때 발생한다. 대개는 초당 104 회에서 105 회 이상의 이온화가 진행되면 데드타임이 발생한다. 이 경우 실제 방사선량은 가이거 계수기가 나타내는 것보다 훨씬 클 수 있다.

## 종류

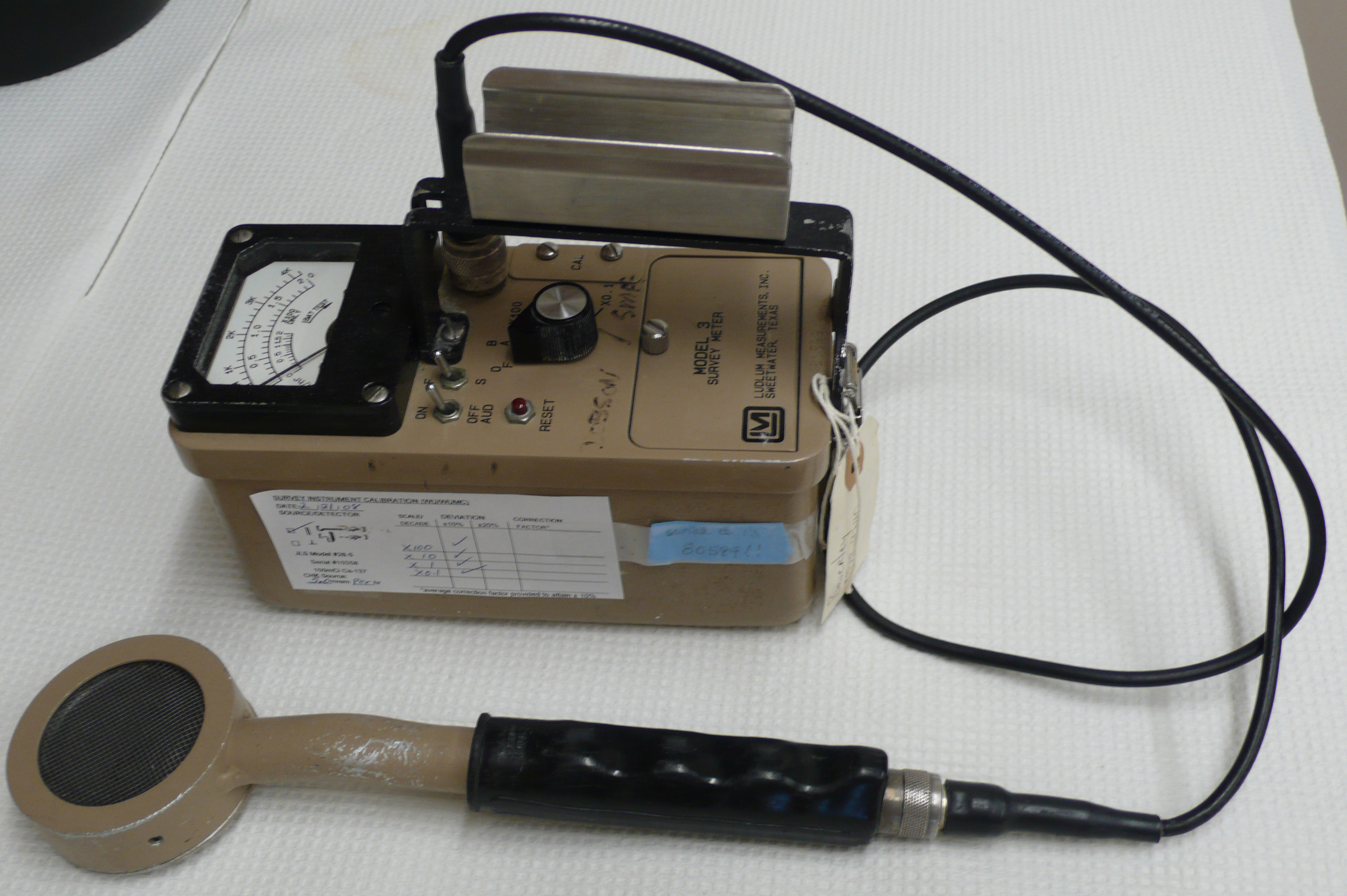
팬케이크형 탐지기를 장착한 가이거 계수기

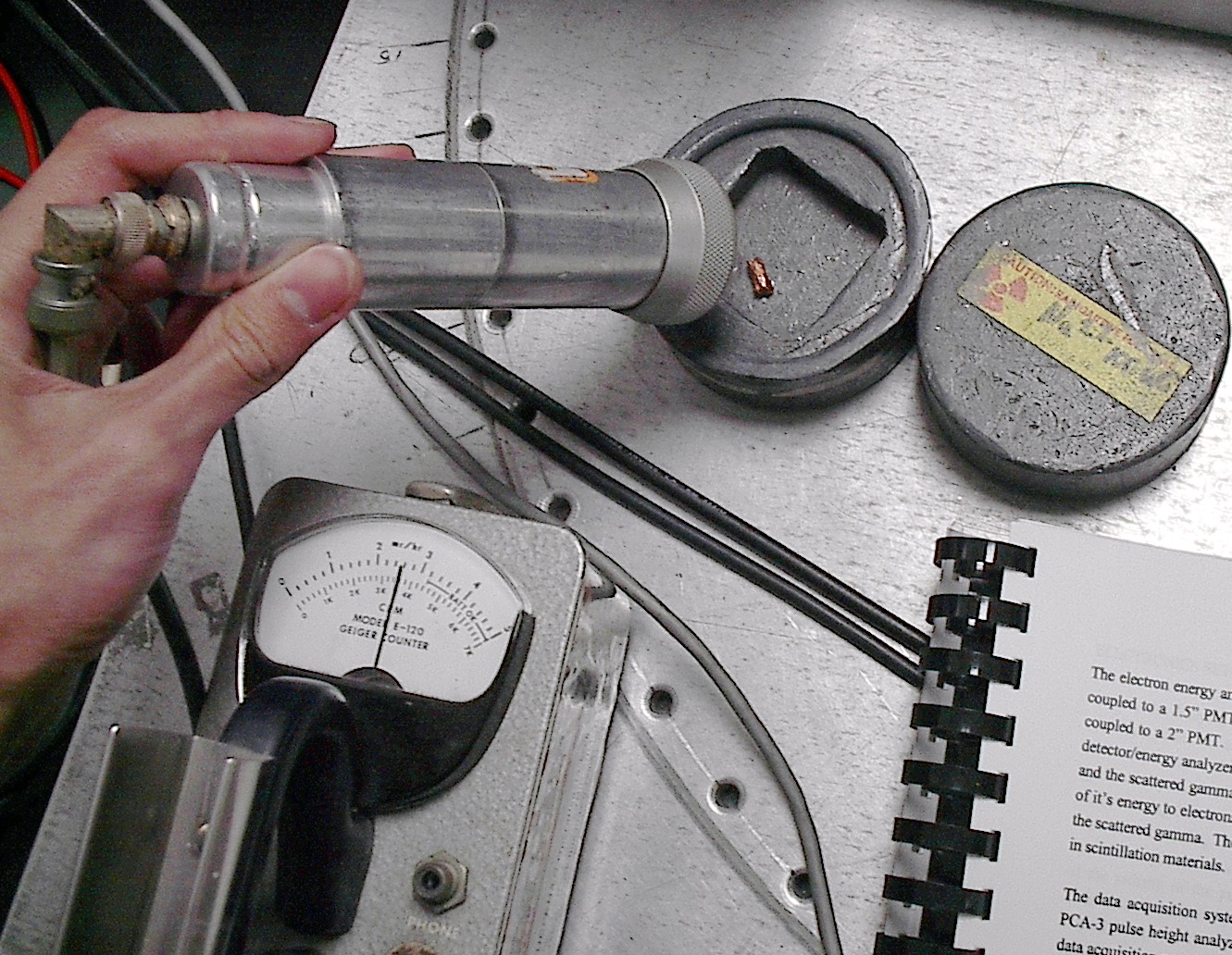
연구소에서 가이거 계수기를 사용하여 베타붕괴를 측정하는 모습

가이거 계수기의 종류와 사용 방법은 탐지기의 설계 방식에 따라 상당히 많으나 일반적으로 방사선을 검출하는 방식에 따라 엔드윈도(end-window), 틴월드(thin-walled), 틱월드(thick-walled)로 구분할 수 있다.

### 입자 검출
한스 가이거가 만든 최초의 가이거 계수기는 알파 입자와 베타 입자를 검출하기 위한 것이었다. 가이거는 엔드윈도 방식의 계수기를 제작하여 알파 입자와 작은 에너지를 갖는 베타 입자를 검출하였는데, 이 방식의 계수기는 오늘날에도 여전히 사용되고 있다. 엔드윈도 방식의 가이거 계수기는 가이거-뮐러 계수관 끝에 입자가 잘 통과될 수 있도록 운모 재질의 창을 낸 것이다. 창의 밀도는 약 1.5 - 2.0 mg/cm2로 알파나 베타입자 대부분은 정지력을 받지 않고 창을 통과한다. 이렇게 하여 공기중에 있는 입자나 고체 형태의 물질에서 방사되는 입자를 검출할 수 있다.
알파 입자는 짧은 거리를 지나는 동안 급속히 감쇄된다. 감쇄 없이 검출하려면 이상적인 환경에서도 엔드윈도를 소스에서 10 mm 이내의 거리에 두어야 한다. 게다가 가이거-뮐러 계수관은 같은 자기장을 이용하여 방사선량을 검출하므로 알파와 베타 입자를 구분할 수 없다. 큰 에너지를 갖는 베타 입자는 알파 입자와는 다른 양상을 보이기 때문에 계수기 조작에 숙련된 사람은 이를 구분할 수 있다. 하지만, 이 경우에도 방사선 소스에 검출기가 급접해 있다면 알파와 베타 입자를 구분할 수 없다. 엔드위도 방식으로 짧은 시간에 방사선량 측정을 마치기 위해 계수관의 단면적을 크게한 계수기가 제작되어 있다. 이런 모양의 계수기를 팬케이크형 가이거 계수기라고 한다.
높은 에너지 상태의 베타 입자는 윈도가 없는 틴월드 가이거-뮐러 계수관으로도 검출이 가능하다. 큰 정지력을 갖는 입자만 계수관 내의 불활성 기체까지 도달하도록 함으로써 높은 에너지 상태의 입자를 검출하게 한 것이다.
엔드윈도 방식의 가이거 계수기는 작은 크기로 저렴하게 제작할 수 있어 오늘날에도 이동식 방사능 검출기로 흔히 사용된다.

### 감마선 및 X-선의 검출
감마선을 검출하기 위해 윈도가 없는 계수관이 달린 가이거 계수기가 사용된다. 그러나 감마선은 알파나 베타 입자와 달리 불활성 기체를 이온화시키는 효과가 작아 검출 효율은 좋지 않다.

### 중성자 검출

들뜬 중성자를 검출하기 위해 BF_{3}를 채운 가이거-뮐러 계수관

가이거 계수기는 자기장을 이용하여 방사능 입자가 비활성 기체를 이온화 시키는 정도를 계수하기 때문에 일반적인 방법으로는 중성자를 검출할 수 없다. 중성자를 검수하기 위해 플라스틱 제어자가 달린 가이거-뮐러 계수관에 삼불화붕소나 헬륨-3을 채워 사용한다. 중성자가 플라스틱 제어자와 충돌하면 알파 입자가 발생하고, 이렇게 발생된 알파 입자가 기체를 이온화 시키게 된다.

## 역사

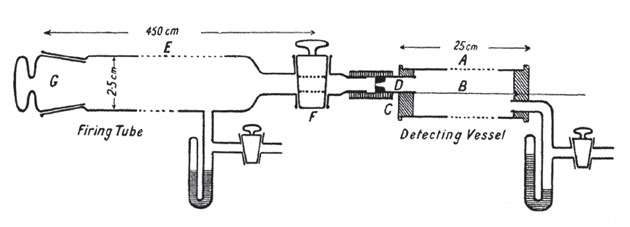
러더포드와 가이거가 설계한 초기 알파 입자 계수기

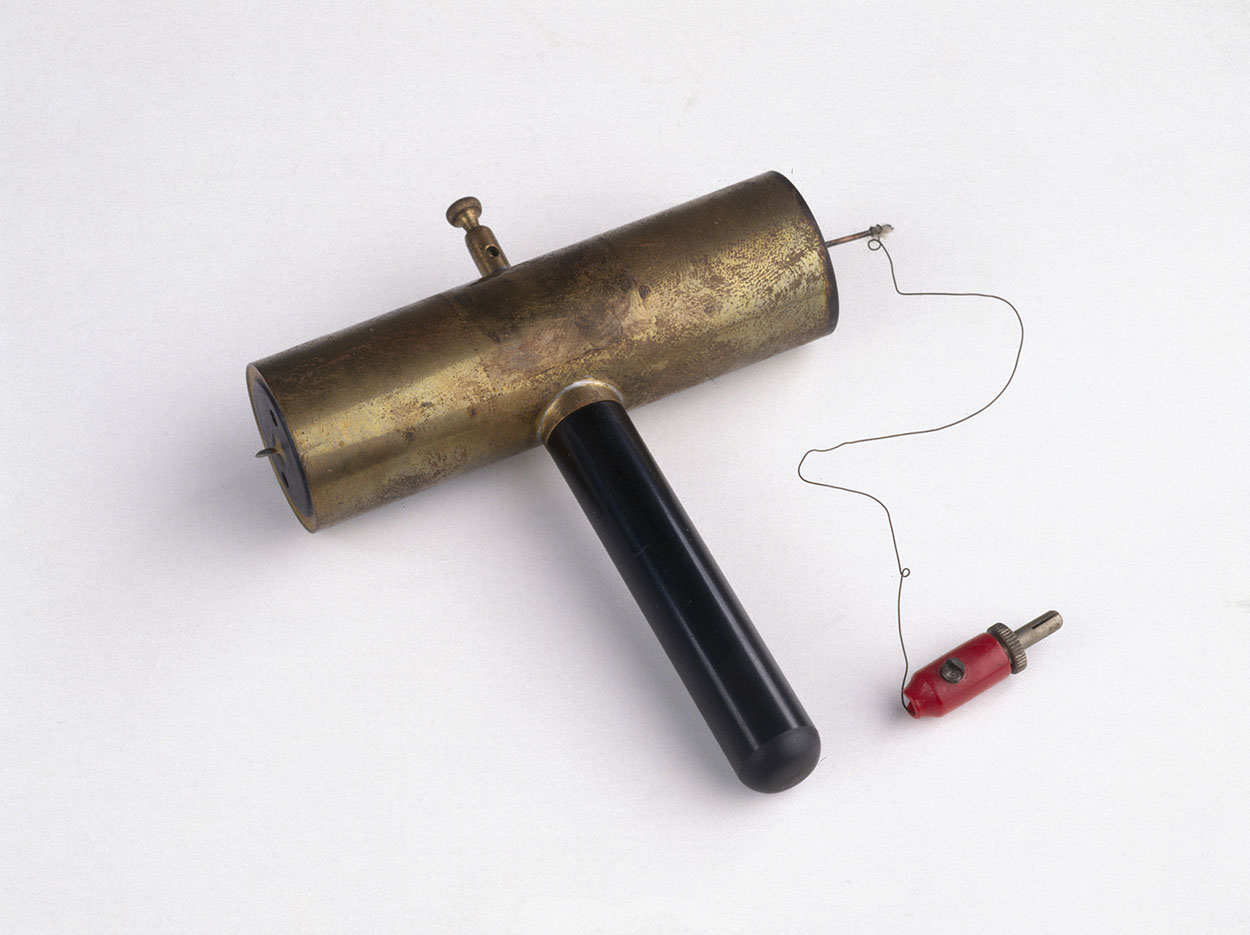
1932년 가이거가 실험실에서 사용한 초기 가이거-뮐러 계수관

1908년 한스 가이거는 어니스트 러더퍼드의 지도 아래 맨체스터 빅토리아 대학교(현 맨체스터 대학교)에서 알파 입자를 검출할 수 있는 계수관을 개발하였다. 이 초기 계수기는 단지 알파 입자만을 검출할 수 있었다. 계수기의 측정 원리인 방사능에 의한 이온화 메커니즘은 1897년에서 1901년 사이에 존 실리 타운센드가 발견한 것으로, 타운센드 방전은 방사성 입자가 원자와 충돌하여 이온화할 때 튀어나온 자유 전자가 높은 전압의 전기장에 놓이면 연쇄 방전되는 것으로 이 현상을 이용하면 이온화 정도가 아주 작더라도 측정할 수 있게 된다.
1928년 가이거는 그의 박사후 과정 제자였던 발터 뮐러와 함께 보다 정교한 측정이 가능한 가이거-뮐러 계수관을 개발하였다. 이로서 보다 값싸게 입자성 방사능을 측정할 수 있는 가이거-뮐러 계수기가 만들어졌다. 적은 비용과 작은 크기라는 장점 때문에 가이거-뮐러 계수기는 대표적인 휴대용 방사능 측정기가 되었다.
오늘날 쓰이는 가이거-뮐러 계수기는 1947년 미국의 과학자 시드니 리브슨에 의해 개량된 것이다. 리브슨이 개량한 가이거-뮐러 계수관은 보다 오랬동안 사용할 수 있고, 작동 전압도 400-600 볼트로 기존의 것보다 낮다.

## 관련 사진

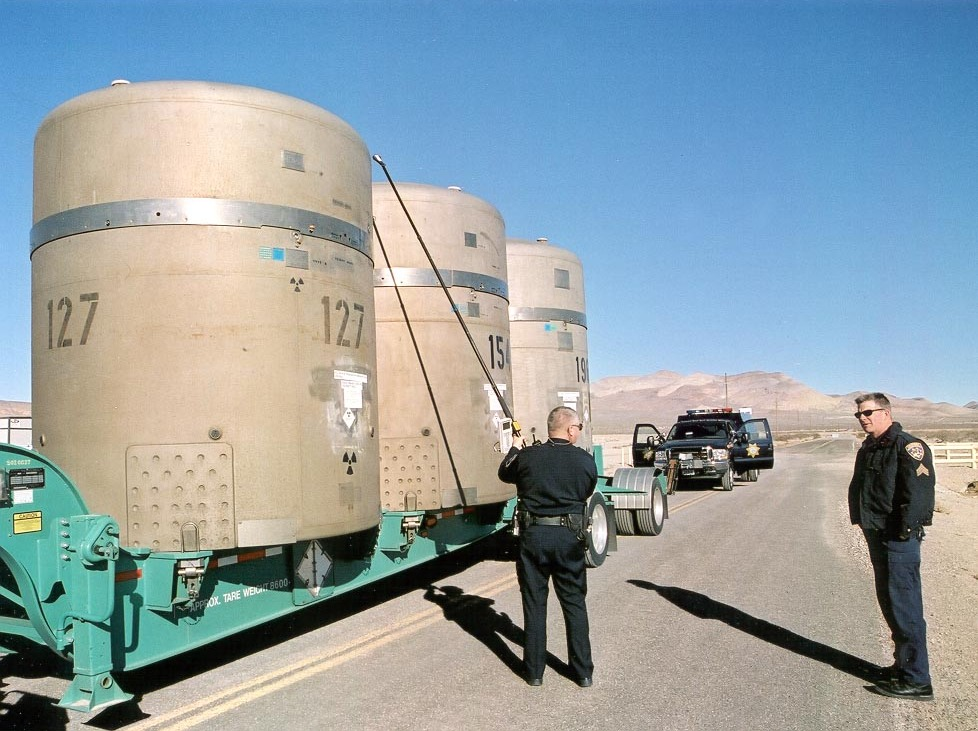
긴 장대에 가이거 계수기를 달아 방사성 폐기물 보관 용기에 방사능 누수 지점이 있는 지 검사하는 모습
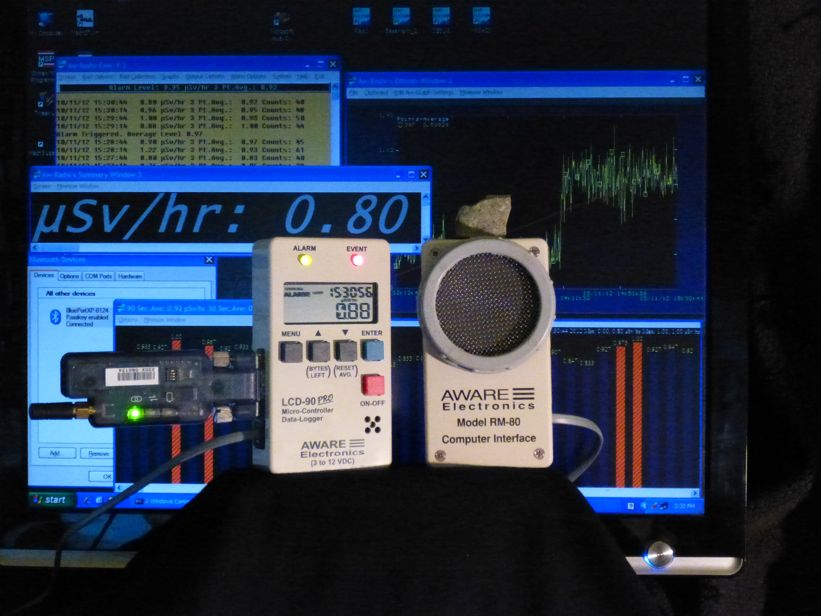
블루투스 통신을 이용하여 컴퓨터에 계측 정보를 전달할 수 있는 팬케이크형 가이거-뮐러 계수기
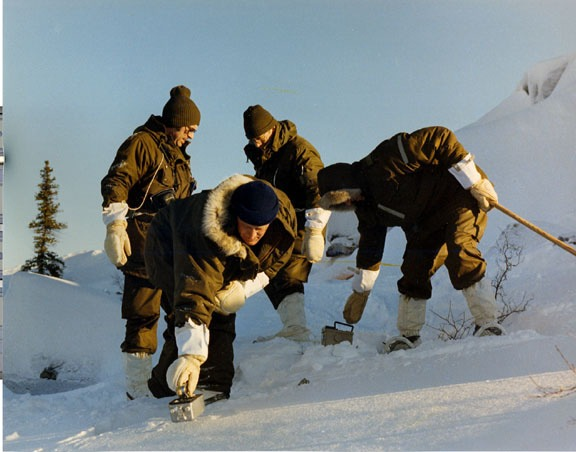
추락한 위성 파편에서 감마선 방출이 있는 지 확인하기 위해 가이거 계수기를 사용하는 모습

## 같이 보기
- 계수 효율
- 선량계
- 시버트